# Flip Flappers
Flip Flappers (フリップフラッパーズ, Furippu Furappāzu) est une série télévisée d'animation japonaise de 13 épisodes produite par Infinite et annoncée le 25 mars 2016. La série animée par le studio 3Hz, a été diffusée entre octobre et décembre 2016,.

## Synopsis
Cocona, une collégienne vivant avec sa grand-mère, voit sa vie chamboulée lorsqu'elle rencontre Papika, une jeune fille énergique et excentrique. Ensemble, elles possèdent la capacité de se rendre dans une dimension parallèle appelée "Pure Illusion". Cocona se retrouve bientôt membre de la mystérieuse organisation Flip Flap dont le but est de retrouver les Amorphous, d'étranges pierres qui posséderaient le pouvoir d’exaucer n'importe quel vœu... 

## Personnages

### Personnages principaux
Cocona (ココナ, Kokona) / Pure Blade (ピュアブレード, Pyua Burēdo)
Voix japonaise : Minami Takahashi
Une collégienne ordinaire qui est embarquée dans d'étranges aventures après sa rencontre avec Papika. Elle a un fragment d'amorphous dans la cuisse droite. Elle est la fille de Mimi et Salt
Papika (パピカ) / Pure Barrier (ピュアバリアー, Pyua Bariā)
Voix japonaise : M.A.O
Une jeune fille énergique et excentrique, membre de l’organisation Flip Flap. Elle devient la partenaire de Cocona lors de ses aventures dans Pure Illusion à la recherche des fragments d'amorphous. Elle finit par se souvenir qu'elle s’appelait Papikana et avait Mimi comme partenaire lorsqu'elles étaient cobayes dans l'usine d'Asclepius.
Yayaka (ヤヤカ)
Voix japonaise : Ayaka Ohashi
L'ami d'enfance de Cocona qui travaille pour l'organisation rivale de Fli Flap, Asclepius. Elle fait équipe avec Toto et Yuyu et affronte régulièrement Cocona et sa partenaire pour obtenir les amorphous. Il est révélé plus tard qu'elle est devenue l'ami de Cocona uniquement pour répondre aux objectifs d'Asclepius. Cependant, elle forme peu à peu une solide amitié avec elle, la menant à trahir son ancienne organisation et rejoindre Flip Flap.

### FlipFlap
Salt (ソルト, Soruto)
Voix japonaise : Kenjiro Tsuda, Kōhei Amasaki (young)
Le mystérieux chef de Flip Flap qui cherche à obtenir tous les fragments d'Amorphous. Il s'avère être un ancien ami de Mimi et Papika, ainsi que le père de Cocona.
Hidaka (ヒダカ)
Voix japonaise : Jun Fukushima
Un scientifique déjanté membre de Flip Flap
Sayuri (サユリ)
Voix japonaise : Yōko Hikasa
Une scientifique membre de Flip Flap
TT-392
Voix japonaise : Kazuyuki Okitsu
Un robot créé par Hidaka qui suit Papika et Cocona dans leurs aventures. Il est surnommé "Bu-chan" (ブーちゃん).

### Asclepius
Toto (トト)
Voix japonaise : Sayaka Inoue
Un jeune garçon de primaire qui fait équipe avec Yuyu, sa sœur jumelle, et Yayaka. Il est un enfant amorphous spécialement créé afin de se rendre dans Pure Illusion. Il est présenté de prime abord comme froid et distant, prêt à abandonner ses coéquipiers pour le bien de la mission. Cependant, l'inquiétude de sa sœur lorsqu'il est blessé montre l'affection que se porte les deux jumeaux.
Yuyu (ユユ)
Voix japonaise : Airi Toshino
La sœur jumelle de Toto. Tout comme son frère elle est une enfant amorphous et semble prête à abandonner ses coéquipiers pour le bien de la mission. Cependant, elle montre une vraie inquiétude pour Toto lorsqu'il se blesse et que leurs supérieurs leur ordonne de retourner en mission.
Nyunyu (ニュニュ)
Voix japonaise : Marika Kōno
Le troisième enfant amorphous qui remplace Yayaka.

### Autres personnages
Uexküll (ユクスキュル, Yukusukyuru)
Voix japonaise : Michiyo Murase, Rikiya Koyama (Pure Illusion version)
Le lapin de compagnie de Cocona. Il se trouve embarqué dans Pure Illusion au cours de l'un de leur voyage.
Iroha Irodori (彩 いろは, Irodori Iroha)
Voix japonaise : Saori Onishi
Une étudiante plus âgée que Cocona, membre du club d'art. Sa personnalité change lorsque Cocona et Papika altère involontairement le monde réel depuis Pure Illusion.
La grand-mère de Cocona (ココナのおばあちゃん, Kokona no Obaa-chan)
Voix japonaise : Tamie Kubota
La grand mère de Cocona qui veille sur elle depuis la disparition de ses parents. Il s'agit en fait d'un robot chargé par Asclepius de surveiller la fille de Mimi.
Mimi (ミミ)
Voix japonaise : Ai Kayano
Une fille mystérieuse qui apparaît régulièrement dans les rêves de Cocona. Il s'agit en réalité de sa mère et de l'ancienne partenaire de Papika. À cause de sa capacité à se rendre dans Pure Illusion, elle a passé son enfance dans une usine d'Asclepius où elle devient l'ami de Salt et Papikana. Après sa fuite avec Papikana, elle donne naissance à Cocona. Un ans après, elle se fait capturer par Asclepius. La crainte d'être séparée de Cocona lui fait perdre la raison et elle développe une nouvelle personnalité pour la protéger. Cela se traduit par un déséquilibre entre Pure Illusion et le monde réel.

## Media

### Anime
La série de 13 épisodes a été diffusée au Japon entre le 6 octobre et le 29 décembre 2016. En France, elle a été diffusée en simulcast sur  J-one et ADN à partir du 26 octobre 2016. La chanson de l'opening "Serendipity"  est interprétée par ZAQ, tandis que la chanson du générique de fin "Flip Flap Flip Flap" est interprétée par To-Mas en partenariat avec Chima. 

#### Liste des épisodes[6]
| No | Titre en français | Titre original                             | Date de 1er publication |
| -- | ----------------- | ------------------------------------------ | ----------------------- |
| 1  | Pure Input        | ピュアインプット Pyua Inputto              | 6 octobre 2016          |
| 2  | Pure Converter    | ピュアコンバータ Pyua Konbāta              | 13 octobre 2016         |
| 3  | Pure XLR          | ピュアXLR Pyua Ekusu-eru-āru               | 20 octobre 2016         |
| 4  | Pure Equalization | ピュアイコライゼーション Pyua Ikoraizēshon | 27 octobre 2016         |
| 5  | Pure Echo         | ピュアエコー Pyua Ekō                      | 3 novembre 2016         |
| 6  | Pure Play         | ピュアプレイ Pyua Purei                    | 10 novembre 2016        |
| 7  | Pure Component    | ピュアコンポーネント Pyua Konpōnento       | 17 novembre 2016        |
| 8  | Pure Breaker      | ピュアブレーカ Pyua Burēka                 | 24 novembre 2016        |
| 9  | Pure Mute         | ピュアミュート Pyua Myūto                  | 1er décembre 2016       |
| 10 | Pure Jitter       | ピュアジッター Pyua Jittā                  | 8 décembre 2016         |
| 11 | Pure Storage      | ピュアストレージ Pyua Sutorēji             | 15 décembre 2016        |
| 12 | Pure Howling      | ピュアハウリング Pyua Hauringu             | 22 décembre 2016        |
| 13 | Pure Audio        | ピュアオーディオ Pyua Ōdio                 | 29 décembre 2016        |